# گروه ۴۷
گروه ۴۷ یک انجمن نویسندگان بود که بعد از جنگ جهانی دوم در آلمان شکل گرفت. نام گروه بیانگر سال تأسیس این گروه یعنی ۱۹۴۷ است.

## تاریخچه
ایده تشکیل این گروه به سال ۱۹۴۶ باز می‌گردد، زمانی که هانس ورنر ریشتر و آلفرد آندرش مجله ادبی دِر روف را بنیان گذاردند. هدف از پیدایش این مجله، اطلاع‌رسانی و آموزش دموکراسی به مردم آلمان، بعد از دوران هیتلر بیان شده بود. بعد از آن در سال ۱۹۴۷، نیروهای اشغالگر آمریکایی به دلیل ”بسط و انتشار نهیلیسم” مجوز این مجله را لغو کردند.
شانزده نفر از نویسندگان پیشین این مجله در ششم و هفتم سپتامبر ۱۹۴۷ در مکانی به اسم بان‌والدسی گردهم آمدند تا انتشار مجله‌ای جدید به نام دِر شکورپیون را آغاز کنند، که به خاطر مشکلات مالی میسر نشد. این جلسه به عنوان اولین جلسهٔ گروه ۴۷ شناخته شد. این ۱۶ نفر در این جلسه بر آن شدند تا با الهام از گروه ۹۷ در اسپانیا، گروه ۴۷ را بنیان گذارند.

## ساختار
این گروه هیچ‌گاه به عنوان یک گروه سازمان یافته نبود و برنامه‌ای مدون و عضو ثابتی غیر از بنیانگذاران آن نداشت، اعضا را مدیر سازمان مشخص می‌کرد. گردهمایی هر سال دو بار برگزار می‌شد و دعوت‌نامه فقط برای کسانی که ارزش دعوت شدن داشتند ارسال می‌شد، که زمان و مکان گردهمایی را مشخص می‌کرد، فقط دعوت‌شونده و همسرش اجازه ورود به مجلس را داشتند. جلسه شامل خواندن مقالات اعضا و نقد و بررسی آن بود و در هر جلسه جایزه‌ای به بهترین نویسنده اعطا می‌شد. این جایزه برای بسیاری از نویسندگان آن دوران، به عنوان شروع فصل جدیدی در نویسندگی حرفه‌ای بود.
در آغاز هدف اصلی گروه، تشویق نویسندگان جوان، یا نویسندگان بعد از جنگ و ایجاد انگیزه و فضای انتقادی برای توسعه ادبیات بود و تا حدودی موفقیت‌آمیز هم بود. گروه به سرعت معروف شد و بخاطر معروفیت اعضایش به یکی از قوی‌ترین انجمن‌های ادبی آن دوران تبدیل شد.

## پایان کار گروه
فروپاشی گروه از اعتراضات دانشجویی سال ۱۹۶۷ شروع شد. مواضع متضاد اعضای گروه، به ویژه دو عضو شاخص آن یعنی گونتر گراس و راینهارد لتاو و شکاف بین دیدگاه‌های سیاسی اعضا، ضربه نهایی را بر گروه وارد آورد و باعث شد، بنیانگذار گروه، هانس ورنر ریشتر، آخرین گردهمایی گروه را در قصر دوبریس پراگ در سال ۱۹۶۸ برگزار کند.
از آن به بعد گردهمایی‌هایی جسته و گریخته توسط بعضی از اعضا برگزار می‌شد ولی هیچ‌گاه جنبهٔ رسمی نیافت، تا اینکه در اکتبر ۱۹۷۷ تعطیلی گروه رسماً اعلام شد.
گونتر گراس آبان ۱۳۸۹ در گفتگویی که با ماهنامه نافه داشت دربارهٔ اینکه آیا او با همه تصمیمات گروه ۴۷ موافق بوده یا نه، گفته بود «مطمئناً اعضای گروه ۴۷ هم اشتباهاتی کرده‌اند. آنها خیلی زود خودشان را درگیر مسائل مربوط به بعد از جنگ کردند و به موضوعات پس از جنگ پرداختند. ولی خیلی رک و پوست‌کنده نوشته‌های یکدیگر را نقد می‌کردند و فعالانه در سیاست روز آلمان دخالت می‌کردند.»

## تأثیر بر ادبیات آلمان
گروه ۴۷ از تأثیرگذارترین گروه‌های ادبی در قرن بیستم بود که بر بسیاری از نویسندگان معاصر آلمان تأثیر گذاشت. گونتر گراس به مجله ادبی ـ هنری نافه گفته بود «من خودم مدیون گروه ۴۷ و هانس ورنر ریشتر هستم که بانی آن گروه بود. آن موقع نویسنده جوانی بودم و در گروه ۴۷ شعرهای اولیه‌ام را می‌خواندم. بعداً در همان گروه اولین رمانم طبل حلبی را خواندم.» 

## اعضای شناخته شده گروه
- پتر بیکسل
- گونتر گراس
- اینگه‌بورگ باخمان
- ایلزه آیشینگر
- آلفرد آندرش
- هاینریش بل
- پل سلان
- پتر وایس
- مارتین والزر
- گونتر آیش
- هانس ماگنوس انتسنبرگر
- اریش فرید
- پیتر هاندکه
- اریش کستنر
- آلکساندر کلوگه
- زیگفرید لنتس
- مارسل رایش-رانیسکی